# 笑顔が好きだから
『笑顔が好きだから』（えがおがすきだから）は、1994年2月5日に発売された沢田聖子のシングル。

## 概要
テレビアニメ『赤ずきんチャチャ』の第1期（第1話 - 第31話）エンディングテーマ。『チャチャ』のテーマである「愛・勇気・希望」をキーワードに書き下ろしたもの。
アルバム『Folk Songs』にはアコースティックバージョンが収録されている。オリジナルバージョンを初収録したアルバムは『チャチャ』のサウンドトラック・アルバム『赤ずきんチャチャ 聖・まじかるレビューVOL.1』（1994年4月21日発売）で、沢田のアルバムには『History』（1998年8月26日発売、日本クラウン）で初収録となった。
ジャケットには当時所属していたキングレコードのクリスタルバード（女性ポップス中心のレーベル）とスターチャイルドの2レーベルのロゴが併記されていた。
『赤ずきんチャチャ』のタイアップ終了後はTBS系の地域情報番組『笑顔がいちばん!』の番組テーマ曲として起用された。

## 収録曲
（全作詞・作曲：沢田聖子、編曲：戸塚修）
1. 笑顔が好きだから
2. 夢を忘れない
3. 笑顔が好きだから（オリジナル・カラオケ）[2]

## ミュージシャン
- ギター：梶原順
- ピアノ：美野春樹、上柴はじめ
- Op：鳥山敬治
- キーボード：戸塚修